# José Canseco
José Canseco Capas, Jr. (ur. 2 lipca 1964) – amerykański baseballista pochodzenia kubańskiego, który występował na pozycji zapolowego i jako designated hitter przez 17 sezonów w Major League Baseball.

## Życiorys
Został wybrany w 1982 roku w piętnastej rundzie draftu przez Oakland Athletics i początkowo grał w klubach farmerskich tego zespołu, między innymi w Tacoma Tigers, reprezentującym poziom Triple-A. W MLB zadebiutował 2 września 1985 w meczu przeciwko Baltimore Orioles jako pinch hitter. W sezonie 1986 po raz pierwszy wystąpił w Meczu Gwiazd i otrzymał nagrodę Rookie of the Year Award w American League. W 1988 zdobywając najwięcej w lidze home runów (42), zaliczając najwięcej RBI (124) oraz mając najlepszy wskaźnik slugging percentage (0,569), został wybrany najbardziej wartościowym zawodnikiem i po raz pierwszy otrzymał nagrodę Silver Slugger Award.
W 1989 wystąpił we wszystkich meczach World Series, w których Athletics pokonali San Francisco Giants 4–0 W sezonie 1991 ponownie zwyciężył w klasyfikacji pod względem liczby zdobytych home runów w American League (44). Grał jeszcze w Texas Rangers, Boston Red Sox, Toronto Blue Jays, Tampa Bay Devil Rays, New York Yankees (zagrał w jednym meczu zwycięskich dla Yankees World Series w 2000 roku) i Chicago White Sox.
W 2005 napisał książkę Juice o zażywaniu niedozwolonych środków dopingujących przez baseballistów grających w MLB (obok siebie wymienił między innymi Marka McGwire, Rafaela Palmeiro i Jasona Giambi. Trzy lata później wydał kolejną Vindicated, w której posądził o stosowanie dopingu zawodnika New York Yankees Aleksa Rodrigueza.

## Nagrody i wyróżnienia
| Nagroda/wyróżnienie         | Lata                               | Źródło       |
| MVP American League         | 1988                               | [ 7 ]        |
| 6× All-Star                 | 1986, 1988, 1989, 1990, 1992, 1999 | [ 4 ]        |
| 4× Silver Slugger Award     | 1988, 1990, 1991, 1998             | [ 8 ]        |
| 2× zwycięzca w World Series | 1989, 2000                         | [ 9 ] [ 10 ] |
| AL Rookie of the Year Award | 1986                               | [ 6 ]        |